# Michel Chevalier (chanteur)
Pour les articles homonymes, voir Michel Chevalier.
Michel Chevalier, né le 24 octobre 1952 à Pau, est un chanteur français.

## Biographie
Michel Chevalier est né le 24 octobre 1952 à Pau. Il passe son enfance dans les Pyrénées. En 1969, il forme avec des amis le groupe Les Shakes, dont il est l'un des chanteurs avec Daniel Balavoine. Le groupe se sépare en 1971. 
Peu après, Michel Chevalier se rend à Paris pour remplacer le chanteur Jo Leb du groupe de hard rock Les Variations,, ayant lu dans un article dans le magazine Pop Music que le chanteur quittait le groupe. À la suite d'une rencontre avec le batteur Jacky Bitton et les autres membres du groupe, Michel Chevalier rejoint Les Variations en octobre 1971 sous le pseudonyme « David Chevalier » et participe au concert du groupe en novembre 1971 au club La Colline à Lyon. Après le retour de Jo Leb en février 1972, Michel Chevalier quitte le groupe en mars.
En 1972, il rencontre l'auteur-compositeur Georges Aber avec lequel il enregistre son premier succès en tant que chanteur solo, Je veux t'aimer,,. Il enregistre par la suite une dizaine de 45 tours qui deviennent de grands succès radiophoniques, notamment Hey Mama, Je suis libre d'aimer, Femme, J'ai rêvé et Extra extra. Il sort deux albums avant la fin des années 1970,.
Dans les années 1980 et 1990, Michel Chevalier se concentre sur sa carrière de choriste et de musicien, travaillant sur scène et en studio pour des artistes tels que Johnny Hallyday, Charles Aznavour ou Nana Mouskouri et surtout Michel Sardou avec qui il collabore sur tous ses albums entre 1986 et 1993 en tant que « seconde voix masculine », il est également présent lors des concerts et des tournées de 1987, 1989, 1991  et 1993. Il participe au projet musical d'Alain Boublil en 1986, intitulé Chevaliers des étoiles, une aventure musicale du 21e siècle,. Il participe également à des films d'animation en tant qu'acteur de doublage, notamment pour Walt Disney Pictures,. Le chanteur habite désormais aux États-Unis.

## Discographie

### Albums studio
- 1973 : Je veux t'aimer
- 1974 : Je ne cherche que l'amour

### Compilation
- 1975 : Michel Chevalier

### Singles
- 1972 : Je veux t'aimer
- 1973 : Je suis libre d'aimer
- 1973 : Hey Mama
- 1974 : Femme...
- 1974 : Je ne cherche que l'amour
- 1974 : On se retrouve comme on se quitte
- 1975 : J'ai rêvé
- 1975 : Une fille pour l'été
- 1975 : James Dean Bruce Lee
- 1976 : Chanson d'amour
- 1976 : Extra, Extra
- 1978 : Toc Toc
- 1979 : Angel
- 1980 : Was wär ich ohne dich
- 1980 : Then She Kissed Me
- 1981 : À quoi bon vivre sans amour